# Мигаль Борис Кирилович
Борис Кирилович Мигаль (5 травня 1927, Полтава, Українська РСР, СРСР — 12 вересня 2010, Харків, Україна) — радянський та український історик, доктор історичних наук (1975), професор (1977), викладав у Харківському університеті (1959–2010).

## Біографія
Народився 5 травня 1927 року на Полтавщині у родині вчителя історії. Через два роки сім'я переїхала до Краснограду. У 1935 році родина Мигалів переїхала до Харкова. Протягом 1935–1941 років — учень середньої школи № 32 м. Харкова. До 1941 року закінчив сім класів. З початком німецько-радянської війни разом з іншими харків'янами працював на спорудженні протитанкових ровів на околицях міста. Рятуючись від голоду, разом з матір'ю, перебрався у Полтавську область, де згодом його заарештували фашисти за підозрою у зв'язках з радянськими партизанами. Борису Кириловичу пощастило залишитися живим. У 1944 році пішов добровольцем до лав Радянської армії. Був курсантом спеціальної середньої школи Військово-Повітряних Сил м. Харкова. В 1944 році вступив до лав ВЛКСМ. Протягом 1945–1951 років служив на Балтійському флоті матросом радіометристом бригади торпедних катерів, потім старшим матросом крейсера «Железняков». Під час служби на флоті у 1950 році закінчив 10-й клас школи № 101 робітничої молоді в м. Ленінграді. В березні 1951 року після демобілізації повернувся до Харкова. В цьому ж році вступив на перший курс історичного факультету Харківського державного університету ім. О. М. Горького. В 1954 році одружився з Корсун Евеліною Михайлівною (тоді студенткою істфаку). У 1955 році народилася донька Наталія. У 1952 році вступив до лав Комуністичної партії Радянського Союзу, був обраний парторгом курсу. Закінчив історичний факультет з відзнакою у 1956 році.

### Освітня та наукова діяльність

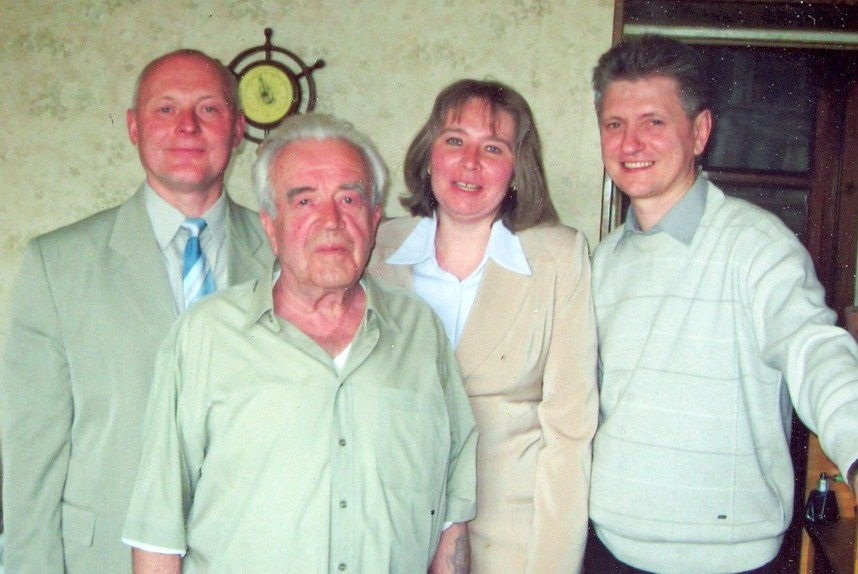
У день 80-річчя з аспірантами. Зліва направо С. Є. Євсєєв, Б. К. Мигаль, М. С. Лисенко, В. М. Власенко (2007)

Після закінчення Харківського університету залишився працювати на історичному факультеті старшим лаборантом методичного кабінету. У 1959 році вступив до аспірантури на кафедру історії КПРС. Захистив у 1963 році кандидатську дисертацію на тему «Партійна організація Полтавщини в боротьбі за відбудову сільського господарства (1921–1925 рр.)» (науковий керівник – проф. О. О. Воскресенський). З 1964 року працював на кафедрі історії України історичного факультету. У 1968 році йому було присвоєно звання доцента. У 1975 році захистив докторську дисертацію за темою «Здійснення аграрної політики на Україні у відбудовний період (1921–1925 рр.)». У 1977 році став професором. У 1989–1995 роках обіймав посаду завідувача кафедри історії України. З 1995 року до 2010 року — професор цієї кафедри.

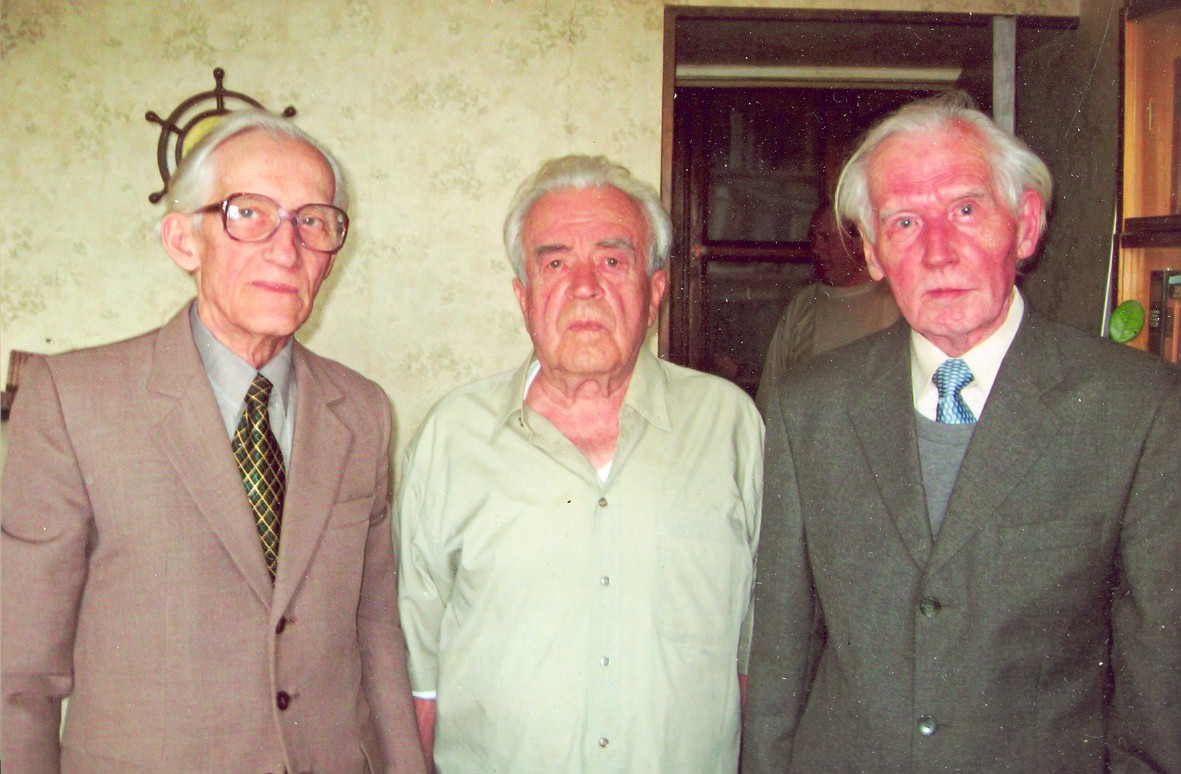
У день 80-річчя з однокурсниками. Зліва направо Б. П. Зайцев, Б. К. Мигаль, В. І. Кадєєв (2007)

До сфери наукової діяльності вченого належали питання аграрної політики радянської влади щодо індивідуальних селянських господарств в Україні у доколгоспний період, історії м. Харків та Харківського національного університету ім. В. Н. Каразіна у роки німецько-радянської війни. Понад 30 років він був членом спеціалізованої вченої ради із захисту докторських дисертацій, відповідальним секретарем факультетського та міжвузівського наукових збірників, головним редактором серії археографічних збірників «Краю мій, Слобожанщино!», членом редколегії «Вісника Харківського університету» (серія «Історія»), «Сумського історико-архівного журналу», збірників «Реабілітовані історією», «Актуальні питання вітчизняної та всесвітньої історії».
Б. К. Мигаль автор понад 100 наукових праць, 12 навчальних планів спецкурсів та методичних вказівок. За роки наукової педагогічної діяльності підготував 4 кандидати наук. За участь у німецько-радянській війні, за плідну наукову, педагогічну та громадську діяльність нагороджений 10 медалями СРСР та України, знаком «Відмінник вищої освіти СРСР», одержав звання «Заслужений професор Харківського національного університету», багато разів був відзначений подяками, почесними грамотами та преміями.

### Смерть
Помер 12 вересня 2010 року. Похований на кладовищі № 8 м. Харкова.

## Пам'ять
В 2013 році учні та колеги Б. К. Мигаля та Ю. Й. Журавського заснували іменні премії, що заохочує студентів та аспірантів історичного факультету ХНУ імені В. Н. Каразіна до наукових досліджень у галузі історії України, історіографії та джерелознавства.

## Основні праці
- Партийная организация Полтавщины в борьбе за восстановление сельского хозяйства (1921–1925 гг.): дис. канд. ист. наук. — Х., 1963. — 346 с.
- Здійснення аграрної політики на України у відбудовний період (1921–1925 роки). — Х. : Вища шк., 1974. — 167 с.
- Университет в предвоенные годы и в период Великой Отечественной войны / Б. К. Мигаль, Ю. Й. Журавський // Харьковский государственный університет (1805–1980): ист. очерк. — Х. : ХДУ, 1980. — С. 62-93.
- Сторінки славної історії / Ю. Й. Журавський, Б. К. Мигаль // Соц. Харківщина. — 1982. — 11 лип. — Рец. на кн. : Рибалка І. К. Історія Української РСР. Епоха соціалізму: (Підручник для студентів іст. фак. вузів) / І. К. Рибалка, В. М. Довгопол. — К. : Вища шк., 1982. — 639 с.
- Герб міста Харкова / Б. П. Зайцев, Б. К. Мигаль. — Х. : Каравела, 1996. — 28 с.
- Воспитанники Харьковского университета. Библиографический справочник. — Х., 2004. — 247 с.
- Мигаль Б. К. Студбат. Харківські студбатівці / Б. К. Мигаль, Б. П. Зайцев, С. І. Посохов. — Х. : Авто-Енергія, 2005. — 84 с.
- Журавський Ю. Й. Харківський університет у роки Великої Вітчизняної війни: монографія / Ю. Й. Журавський, Б. П. Зайцев, Б. К. Мигаль. — Х. : ХНУ, 2010. — 200 с.